# Història de la natació i el waterpolo a Catalunya
Breu història de la natació i el waterpolo a Catalunya.

## L'arribada de la natació a Catalunya
El 15 de setembre de 1907, Francesc Solé, propietari del Gimnàs Solé, organitzà la primera cursa de natació a Catalunya al port de Barcelona. La competició constava d'una prova de velocitat de 100 metres lliures, on participaren 25 nedadors; i una prova de resistència, els 1.500 metres lliures, amb 21 nedadors. La competició rep el nom de Campionat d'Espanya de natació - Copa Solé. Els vencedors foren els alemanys Adolf von der Heyden (100 m) i Edwald Poeschke (1.500 m), amb el basc Leopoldo Lafuente, tercer classificat en ambdues proves i considerat per tant campió d'Espanya, i Bernat Picornell quart classificat.
Menys de dos mesos després, el 10 de novembre de 1907, en el mateix Gimnàs Solé, Bernat Picornell i Ricard Luján, entre d'altres amics fundaren el Club Natació Barcelona. Aquest club fugí del model elitista que tenien altres clubs nàutics de la ciutat. A falta d'instal·lacions pròpies, s'establiren als Banys Orientals de la Barceloneta. El nombre de socis del club augmentà molt ràpidament provocant el trasllat del mateix als Banys de Sant Sebastià, els propietaris del qual permeteren als cenebistes usar les instal·lacions de franc.
La primera Copa Nadal de natació al port de Barcelona es disputà el 17 de gener de 1908, organitzada pel CNB. El 12 de juliol del mateix any, un equip del club organitza el primer partit de waterpolo a Catalunya enfront components de l'esquadra anglesa que estava de visita a la ciutat. El club també organitza el primer Premi de Pasqua el 1909 i el primer curs escolar d'estiu el 1910. Ben aviat, el CN Barcelona es converteix en una societat poliesportiva, organitzant les primeres curses atlètiques el 1910 i les seccions de pilota a mà i la de navegació a vela el 1917.

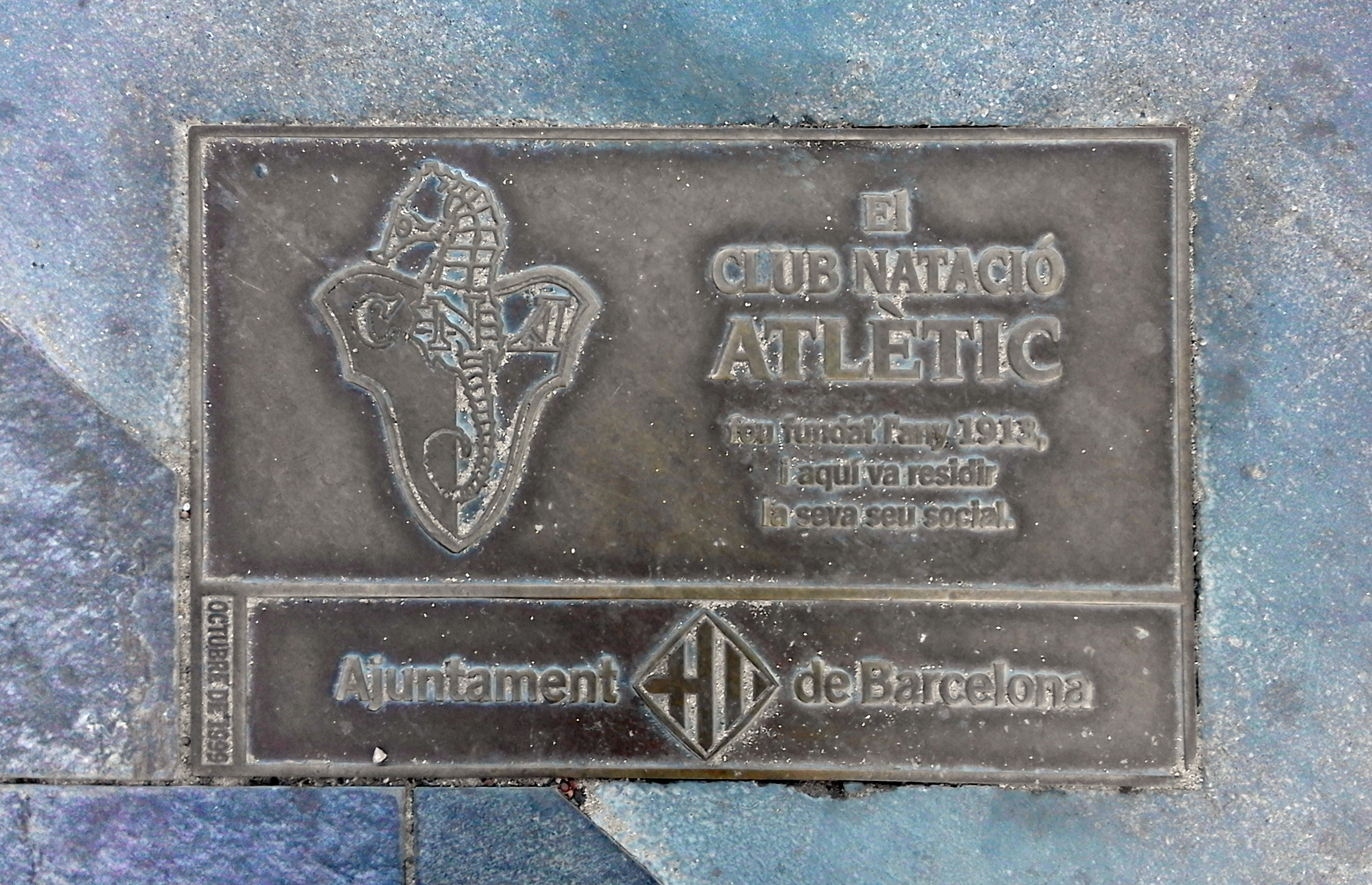
Placa commemorativa del CN Atlètic a la platja de Sant Miquel

Aquestes primeres competicions comportaren l'aparició de nous clubs com el Fèmina Natació Club (1912) per a nedadores, Club Natació Atlètic (1913), el Club de Mar creat el 1914 com a secció del CADCI, el CN Sabadell (1916), el CN Reus Ploms (1918, essent primer president Albert Pallejà), el Club Natació Pop de Badalona (1919) o la secció de natació del Centre d'Esports de Lleida (1919).
Després de la creació de les primeres proves i els primers clubs, el pas immediat fou la construcció de les primeres piscines. En aquest sentint, a Sabadell, 23 de juny de 1918, es construí la primera piscina a l'Estat espanyol amb objectius eminentment esportius amb una llargada de 25 m. L'any 1921 es posa en marxa la piscina del Camp d'Esports de Lleida, segona de Catalunya. Els primers nedadors comencen a competir internacional, destacant Enric Claret, cinquè classificat en la Travessia dels Ports de Marsella (1909), i Joaquim Cuadrada, sisè a la Travessia del Sena de París (1919). El CN Atlètic organitzà el 29 de setembre de 1918 al varador del port de Barcelona els primers Campionats de Catalunya de natació, esdevenint primers campions Ramon Bulbena, del CN Atlètic, en 60 metres, i Joaquim Cuadrada, del CNB, en 500 metres.
Un cop creades les primeres proves i instal·lacions, i apareguts els primers clubs i atletes, es feu necessari la creació d'un ens organitzador, que la FINA exigí fos d'àmbit estatal. Així, sota l'empenta del Natació Barcelona, Atlètic i Sabadell, es creà a Barcelona la Federació Espanyola de Natació Amateur (FENA) el 19 d'abril de 1920.

## La consolidació de la natació catalana

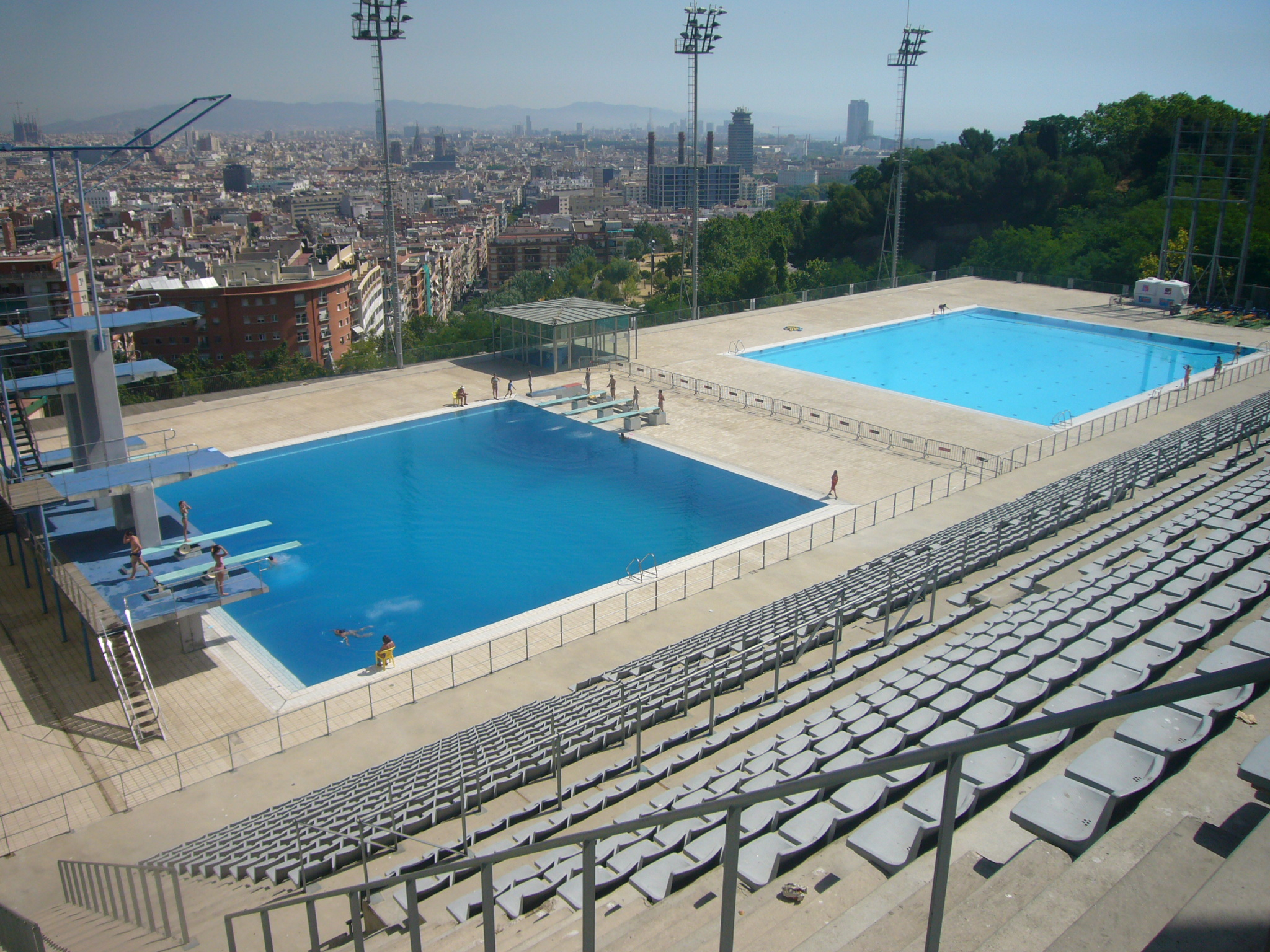
Piscina Municipal de Montjuïc

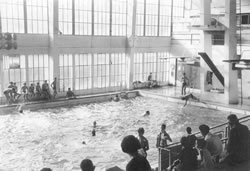
Antiga piscina de la plaça del Doctor Trueta del CN Poble Nou

El 25 de febrer de 1921 es constituí la Federació Catalana de Natació Amateur (FCNA), comandada pels tres grans clubs, CNB, Atlètic i Sabadell, als que s'adheriren el Club Natació Mataró (1920-1929) el Club Natació Pop, el Centre d'Esports de Lleida, l'Ateneu Enciclopèdic Popular, el Club de Mar i el Club Natació Els XX de Barcelona. Un any més tard es constituí el Col·legi Català d'Àrbitres i Oficials de Natació, s'inaugurà la primera etapa de la futura piscina coberta del CNB (Escullera) i aquest club començà a publicar la revista Natació.
El primer Campionats de Catalunya amb participació femenina es disputa el 1925 al port de Tarragona. D'aquests anys són les travessies del Port de Tarragona (1925) i del Port de Barcelona (1926), organitzades pel Club Nàutic de Tarragona i el CN Atlètic. Francesc de Sales Gibert, president de la federació catalana (1927-29), fou el principal promotor de la construcció de piscines, com la Piscina Municipal de Montjuïc, la primera de característiques olímpiques (50 metres) que es construí en territori espanyol, que s'inaugurà el 10 d'agost de 1929 amb un encontre entre la selecció catalana i l'SCUF de París. El 1932, el Reus Ploms construeix la primera piscina reglamentària de la ciutat, i organitza la primera travessa al port de Salou.
La dècada dels 1920 és una època d'expansió per a la natació a Catalunya. Es constitueixen nombrosos clubs, però paral·lelament es comencen a construir piscines que suposen la superació de l'escull marítim de cara a una preparació dels nedadors. Durant el període 1921-1936 són nous membres de la Federació Catalana de Natació els següents equips: Sant Feliu de Guíxols (1922), Arenys de Mar (1923), Nàutic de Tarragona (1923), CN Banyoles (1925), CN Sitges (1926), Club Femení i d'Esports (1928), Barceloneta Amateur Club (1929), CN Sallent (1929), CN Badalona (1929), CN Poble Nou (1930), Garraf (1930), CN Martorell (1930), CN Catalunya (1931), CE Mediterrani (1931), Port Bou (1931), CN Terrassa (1932), Centre Natació Mataró (1932), CN Manresa (1933), GEiEG (1934) i CN Igualada (1934). A més, el creixement d'alguns clubs portaren a la creació de diverses seccions com les de rugbi (1922) i boxa (1923) per part del CNB o les d'atletisme, frontó i basquetbol (1931) del Sabadell.
Els nedadors del Club Natació Barcelona segueixen essent els grans dominadors de la natació catalana, seguit pels del CN Atlètic. La secció de waterpolo del CNB es consolida com la gran dominadora del waterpolo català i espanyol del moment, adjudicant-se tots el campionats disputats. A més, els nedadors catalans dominen el campionat d'Espanya, mantenint la supremacia catalana fins a l'any 1934, en que per primer cop Castella es proclama vencedora en la classificació final federacions territorials.

## La crisi de la postguerra
La Guerra Civil i la subsegüent postguerra suposaren uns anys de crisi a la natació catalana. Només restaven federats divuit clubs i el nombre de llicències es reduí de 1.233 (el 1931) a 189. Els clubs, a poc a poc, van renaixent i n'apareixen de nous com el CN Montjuïc (1944), el CN Olot (1955) i el CN Vic (1960). L'any 1944 el CN Banyoles organitza la primera travessia a l'Estany de Banyoles. A nivell estatal, a la tradicional rivalitat Catalunya-Castella (que era entrenada pel català Enric Granados Gal), s'incorpora l'emergent natació canària. Catalunya segueix dominant en categoria femenina i waterpolo però no en categoria masculina. El març de 1948 arriba a Catalunya Andras Zolyomy, contractat pel CN Barcelona com entrenador de l'equip de waterpolo que participà en els Jocs Olímpics de Londres 1948, on no hi participà cap nedador català.

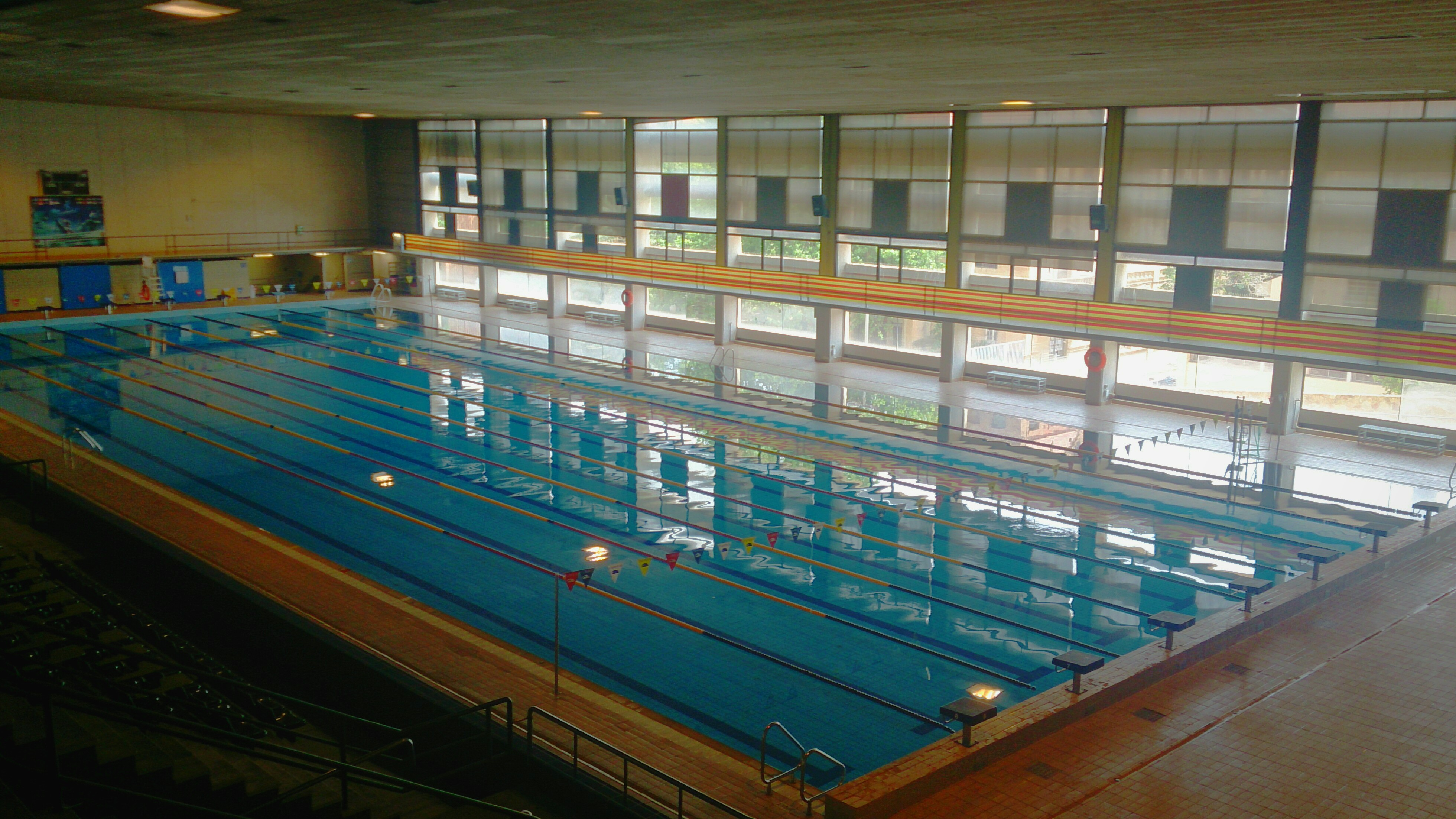
Piscina Sant Jordi

L'any 1950, Catalunya recupera l'hegemonia estatal de la mà d'homes com Robert Queralt, que trencà la barrera del minut en els 100 metres lliures en piscina de 50 metres, però la perd en categoria femenina l'any 1952. Durant la dècada de 1950 Catalunya només guanya tres campionats estatals en categoria masculina (1951, 1954, 1957), i tres més en femenina (1951, 1954, 1955). Als Jocs de Hèlsinki 1952, només hi prenen part Queralt i Ricardo Conde, els quals eren allí com a membres de l'equip de waterpolo. Quatre anys més tard, a Melbourne no participa cap nedador català per la decisió política del COE. Als Jocs del Mediterrani de 1955 celebrats a Barcelona, tampoc es guanya cap medalla.
El CN Manresa i CN Sabadell inauguren les seves piscines cobertes els anys 1955 i 1959, respectivament. La primera (Parc Sant Ignasi de Manresa) fou la segona coberta de Catalunya i serví per a posar en marxa els primers Campionats de Catalunya d'hivern. Pel que fa als esportistes, podem destacar les nedadores Mariuca Galindo, Anna Maria Santamaria, les germanes Soriano, l'olotina Montserrat Tresserras, així com la tasca realitzada per clubs com el Montjuïc, amb l'entrenador János Gergely, el Sabadell, que contractà de l'entrenador holandès Kees Oudegeest.

## La dècada prodigiosa

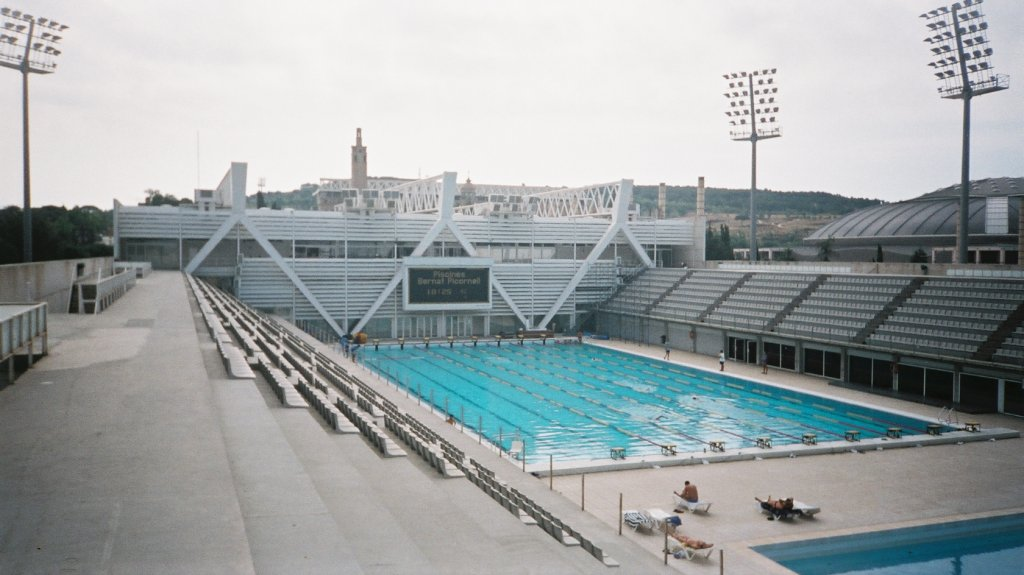
Piscina Picornell

Els anys seixanta suposen un gran salt endavant de la natació catalana, promogut principalment per la posada en marxa d'un gran pla de construcció de piscines arreu del país, entre les que destacaren les següents: Piscina del Poblenou (1960), Piscina de Cal Tomaca del CN Tàrraco (1965), Piscina Sant Jordi (1966, la primera piscina coberta amb mesures olímpiques), Piscina Folch i Torres (1966), Piscina de l'Estany a Banyoles (1967) o les Piscines Picornell (1969, construïda per als campionats d'Europa de 1970). El 19 de febrer de 1961 es creà el Col·legi Català d'Entrenadors, que amb l'ajuda d'entrenadors com l'holandès Jan Freese, vinculat al CN Manresa i a la Residència Blume, d'Esplugues de Llobregat, inaugurada el 1961, consolidaren la tasca de formació.
Els resultats no trigaren en arribar. El 1960, Isabel Castañé esdevé la primera nedadora en participar en uns Jocs Olímpics. Miquel Torres fou el primer català que pujà en un podi europeu en quedar subcampió d'Europa de 1.500 metres lliures. Maria Ballesté guanya els Grans Premis de París i San Remo. El 1966 Jaume Monzó es proclamà subcampió dels 200 m esquena i Mari Pau Corominas finalista dels 100 m esquena ens els Campionats d'Europa. El 1967, Santiago Esteva es proclama campió d'Europa júnior de 1.500 m lliures. En els Jocs Olímpics de Mèxic de 1968, Santiago Esteva i Mari Pau Corominas arribaren a la final de les proves d'esquena. A nivell de seleccions, Catalunya guanya les deu edicions del Campionat d'Espanya en categoria masculina, i vuit en categoria femenina.
La dècada finalitza amb la celebració a Barcelona dels XII Campionats d'Europa entre els dies 11 i 19 de setembre de 1970. Els nedadors catalans aconseguiren deu places de finalista, i Santiago Esteva obtingué dues medalles de plata i dues de bronze.

## Del cinquantenari als Jocs Olímpics

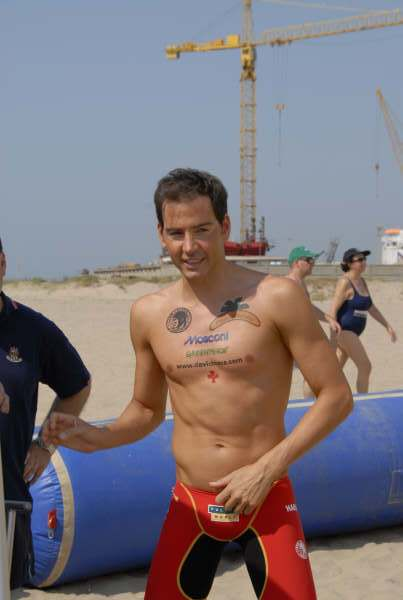
David Meca

L'any 1971 es commemorà el cinquantenari de la Federació Catalana amb una situació òptima de la natació catalana: 6.773 llicències, 93 clubs federats, 22 piscines cobertes, 76 piscines descobertes i els títols estatals de natació de totes les categories. A nivell de clubs el CN Sabadell domina en categoria masculina i el CN Barcelona en la femenina. El 1971 es funda el CN Sant Andreu, que posteriorment assolirà nombrosos èxits.
Pel que fa als nedadors, es produí el relleu generacional de la gran formada de la dècada anterior, destacant principalment en categoria femenina. Destacaren Aurora Chamorro, que participà en els Jocs Olímpics de Múnic de 1972 i Natàlia Mas, primera catalana en baixar del minut en els 100 metres lliures (1978) i primera medalla d'or femenina en uns Jocs del Mediterrani, l'any 1979.
A partir de 1980 la natació catalana entra en una frase de tecnificació i professionalització, on els centres d'alt rendiment comencen a tenir una importància capital. L'any 1988 la natació catalana guanya la seva primera medalla d'or olímpica, amb el bronze de Sergi López, del CN Montjuïc, en 200 metres braça en els Jocs Olímpics de Seül de 1988. Dos anys més tard estableix el rècord d'Europa en aquesta prova. El 1992, l'hispanoamericà Martín López-Zubero, del CN Sabadell, es proclamà campió olímpic dels 200 m esquena. Sílvia Parera, del CN Sant Andreu, guanya la medalla de bronze als Campionats d'Europa de Sheffield 1993. Són els primers grans èxits internacionals de la natació catalana. L'any 1992 neix el Club Natació Atlètic Barceloneta per la fusió del CN Atlètic i el CN Barceloneta. El mateix 1992 Barcelona es seu dels Jocs Olímpics, disputant-se les competicions a les Piscines Picornell (natació, natació sincronitzada i waterpolo) i a la Piscina Municipal de Montjuïc (salts i waterpolo). Ambdues instal·lacions foren remodelades per acollir la cita olímpica.

## Internacionalització

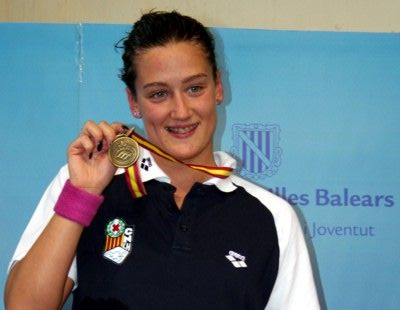
Mireia Belmonte

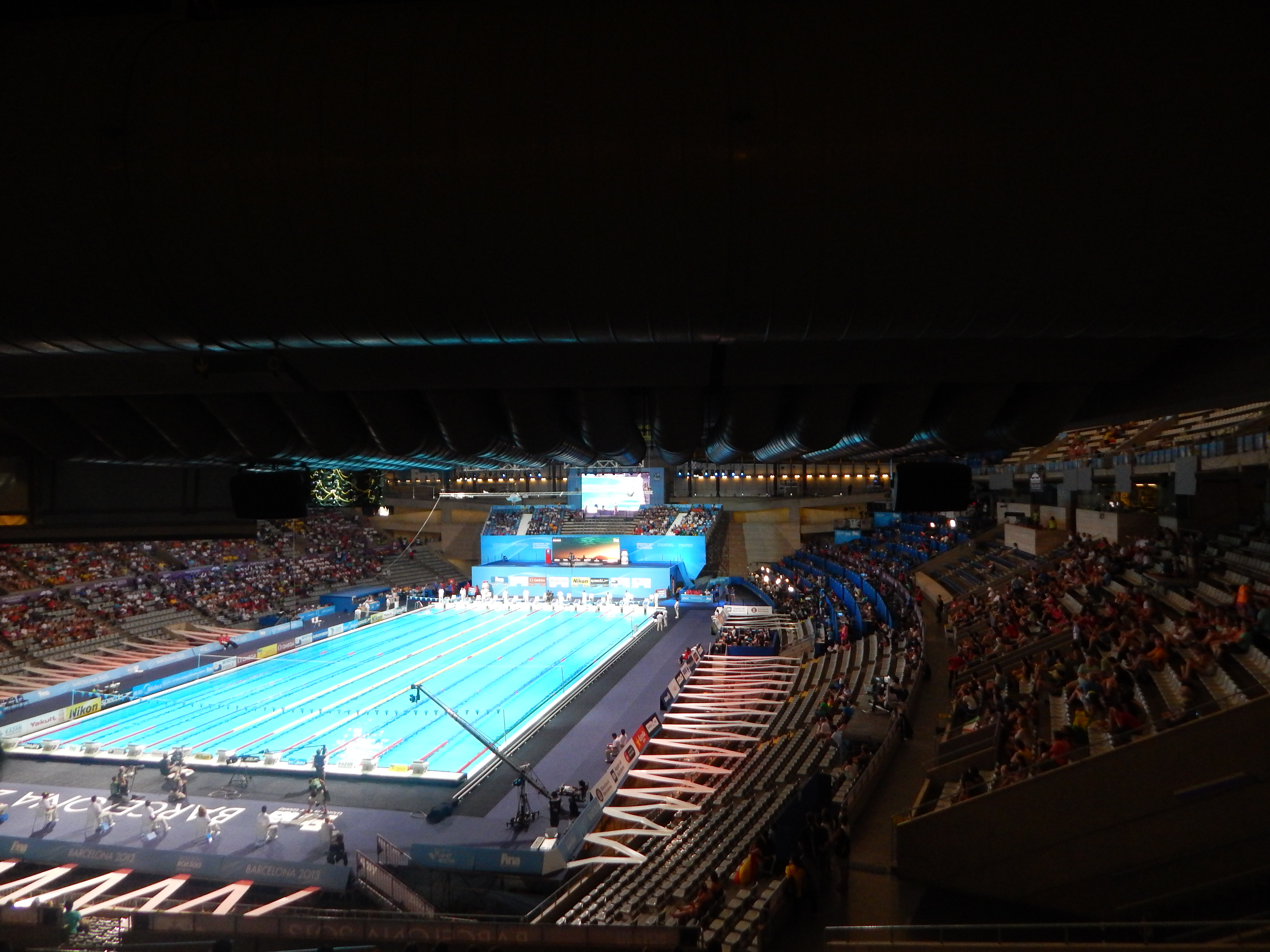
Campionat del Món de 2013, Palau Sant Jordi

Els èxits internacionals de la natació catalana que de forma puntual havien aparegut durant els anys 1980/90, arriben a la seva màxima esplendor a partir dels anys 2000. El 2004, Erika Villaécija, del CN l'Hospitalet, es proclamà campiona d'Europa dels 800 metres lliures. El 2005, David Meca, del CN Sabadell, esdevé campió del món dels 25 km en les aigües obertes a Mont-real (Canadà). L'any 2008, Villaécija guanya el títol mundial dels 800 metres lliures en piscina curta. Però la gran estrella de la natació catalana és Mireia Belmonte, que fins a l'any 2016 guanyà la medalla d'or en els 200 metres estils individual dels Campionats d'Europa de 2008, tres campionats mundials en piscina curta l'any 2010 (200 m papallona, 200 m i 400 m estils individual), però principalment, quatre medalles olímpiques (un or en 200 m papallona, dues plates (200 m papallona, 800 m lliures) i un bronze (400 m estils), entre Londres 2012 i Rio 2016.
L'any 2003 Barcelona acollí els X Campionats del Món de Natació, amb el Palau Sant Jordi com a instal·lació principal. David Meca assolí una medalla de plata en 25 km i una de bronze en 10 km, en les proves celebrades al Port de Barcelona. Deu anys més tard tornà a ser seu de la XV edició del Mundial de natació, també al Palau Sant Jordi. Mireia Belmonte guanyà dues medalles de plata (200 m papallona i 400 m estils) i una de bronze (200 m estils).

## El waterpolo a Catalunya

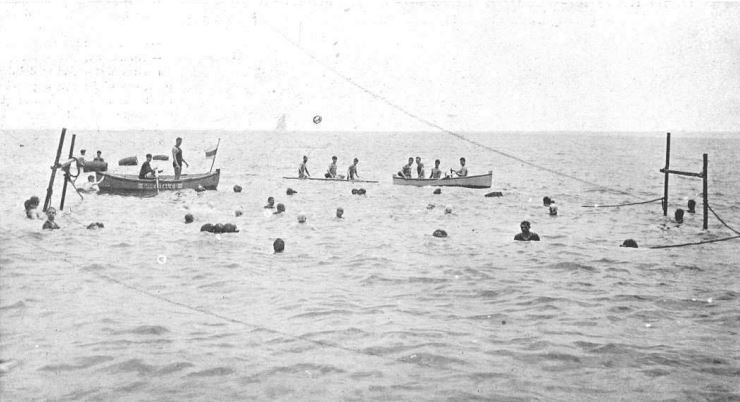
Primer partir de waterpolo a Catalunya (1908)

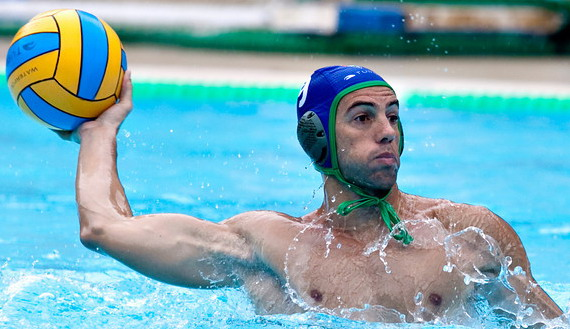
Dani Ballart

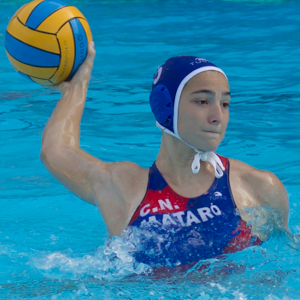
Roser Tarragó

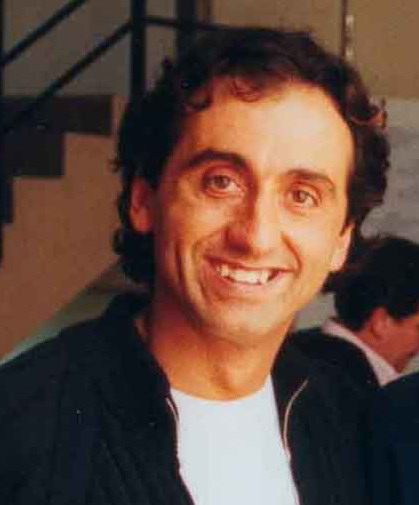
Manel Estiarte

El primer impulsor del waterpolo a Catalunya fou el CN Barcelona, que disputà el primer partit a el 12 de juliol de 1908. L'any 1910 disputà un partit enfront del Football Velo Club de Niça, fet que aprofita el CNB perquè el jugador francès Paul Vasseur romangués a Barcelona ensenyant els fonaments d'aquest esport. Inicialment els partits enfrontaven equips del propi club, que eren anomenats blanc, blau, blau-groc, blaugrana, etc., fins que el 1913 es creà el segon club, el CN Atlètic.
El 21 de juny de 1914 es disputà el primer partit entre dos clubs catalans, un Barcelona-Atlètic. Des de 1912 es disputava l'anomenat Concurs Espanyol de Waterpolo, en el que participaven els diversos equips del CNB, i on el 1915 s'incorporà l'Atlètic. El Barcelona n'era el gran dominador, de fet un equip del club representà Espanya als Jocs Olímpics de 1920. Amb la creació de la Federació Catalana de Natació i la manca de clubs a la resta de l'estat, el 1922 es creà el Campionat de Catalunya, mentre que el Campionat d'Espanya fou suspès. El Barcelona continuà essent-ne l'absolut dominador.
Després de la Guerra Civil el CN Barcelona continua essent el gran dominador del waterpolo estatal (de fet no perdrà el primer campionat fins a la dècada de 1970), però el nombre de clubs que disputen els campionats és força nombrós, dividits en quatre categories:
- primera A, CN Barcelona, CN Martorell, CN Sabadell i CN Reus Ploms
- primera B, CN Terrassa, CN Manresa, CN Barceloneta i CN Sallent
- segona A, CN Mataró, CN Catalunya, CN Montjuïc i CE Mediterrani
- segona B, Reus Deportiu, CN Atlètic i CN Poble Nou

L'equip "català" de waterpolo (el CNB) guanya la medalla d'or als Jocs del Mediterrani de 1951. El 1952, el CNB venç a la III Copa Barcelona de waterpolo sobre els campions de Itàlia, Holanda i Suècia. L'any 1966 es creà la lliga espanyola de waterpolo, que acabà substituint el Campionat d'Espanya, que es disputà per darrer cop l'any 1973. El CN Barceloneta trencà per primer cop l'hegemonia cenebista l'any 1969 al Campionat de Catalunya. Un any més tard guanyà la lliga espanyola (1970) i el CN Montjuïc feu el mateix al Campionat d'Espanya del 1972.
Des de la dècada de 1980, el waterpolo català se situa en el primer pla del waterpolo mundial. El CN Barcelona guanyà la Copa d'Europa l'any 1981, i la Copa LEN els anys 1995 i 2004. L'any 1992, el CN Catalunya viu un any màgic guanyant la Lliga, Recopa d'Europa, Supercopa d'Europa i Copa del Rei, i el 1995 obté la Copa d'Europa. A més, el CN Atlètic Barceloneta també es proclama campió europeu l'any 2014. En categoria femenina, el CN Sabadell guanya quatre campionats d'Europa entre 2011 i 2016.
Pel que fa a les seleccions, Espanya, formada majoritàriament per catalans guanya els Campionats del Món de 1998 i 2001 i els Jocs Olímpics d'Atlanta de 1996. En categoria femenina guanya el títol mundial Barcelona 2013 i l'europeu a Budapest 2014.
El waterpolo català ha donat grans noms, destacat per damunt de tots Manel Estiarte, que participà en sis Jocs Olímpics i fou el màxim golejador en els de Moscou de 1980 i campió en els d'Atlanta de 1996 i campió del món el 1998. Figura en el Hall of Fame International com a millor golejador del món. Altres grans jugadors foren Jordi Sans, campió olímpic (1996) i mundial (1998), Dani Ballart, campió (1996) i subcampió (1992) olímpic, o, en categoria femenina, Jénnifer Pareja, subcampiona olímpica (2012) i campiona del món (2013) i designada millor jugadora d'aquesta darrera competició i les seves companyes de selecció Anna Espar, Laura Ester, Ona Meseguer i Roser Tarragó.

## La natació sincronitzada a Catalunya

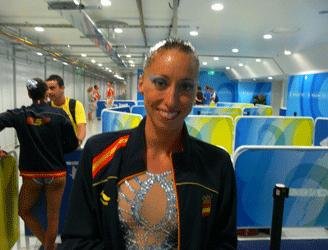
Gemma Mengual

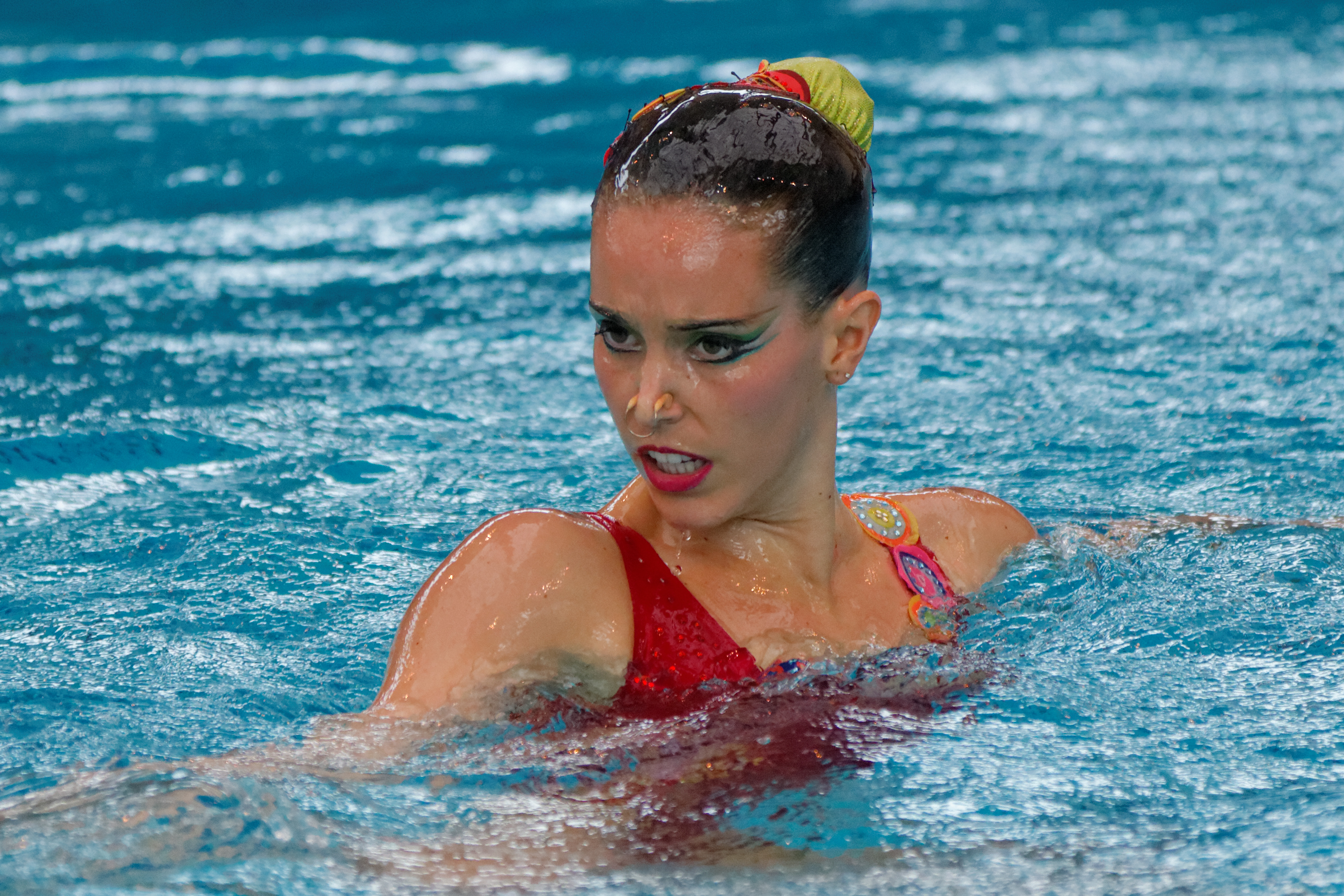
Ona Carbonell

La natació sincronitzada començà a practicar-se a Catalunya al final de la dècada de 1940 amb la formació del primers equips de ballet aquàtic al Club Natació Barcelona i al Club Natació Montjuïc, i amb la constitució de la Societat Atlètica Barcelona (fundada al principi de la dècada de 1950 i desapareguda el 1962). D'altra banda, la catalana Maria Aumacellas crea a Madrid el primer grup de ballet aquàtic del Canoe NC l'any 1952.
La SA Barcelona organitza el 1953 la primera trobada internacional on participaren equips catalans. L'any 1958 la Federació Catalana de Natació i el CN Montjuïc organitzaren el primer Campionat de Catalunya de natació artística i ornamental, i la SA Barcelona i les federacions catalana i espanyola de natació organitzaren el primer Campionat d'Espanya a les piscines del CN Montjuïc, competició dominada pels clubs catalans i amb Maria Dolors Amat primera campiona d'Espanya. A continuació Núria Llacuna guanya cinc campionats d'Espanya en solo i Maria Rosa Julià dos més.
Amb la desaparició de la SA Barcelona la majoria dels seus membres passen al Club Drink (1960-1968), i amb la desaparició d'aquest passen al Club Natació Kallípolis (1968), considerat el pare de la natació sincronitzada moderna de l'Estat espanyol. Maria José Bilbao guanya entre 1967 i 1980 catorze campionats d'Espanya en solo, essent la primera nedadora espanyola en participar en un Campionat del Món (1973).
Les primeres nedadores en participar en uns Jocs Olímpics foren Mònica Antich i Anna Tarrés, a Los Angeles 1984. Eva López fou onze cops campiona d'Espanya d'estiu (1988-92) i d'hivern (1987-92) i participà en dos Jocs Olímpics. Durant la dècada dels 1990 apareix en escena Gemma Mengual,considerada la millor nedadora de natació sincronitzada de l'Estat espanyol de tots els temps, medalla de plata a Beijing 2008 en duo (amb Andrea Fuentes) i equips. El relleu l'agafaren Andrea Fuentes i Ona Carbonell plata en duo a Londres 2012 i bronze en equips, amb Anna Tarrés de seleccionadora (1997-2012).1984.
A nivell de clubs, foren campions d'Espanya d'equips el CN Barcelona (1958, 1959), la Societat Atlètica Barcelona (1960, 1961, 1962), el Club Drink (1963, 1964, 1965, 1967), el CN Kallipolis (1968 a 1982, 1984, 1986 a 1991, 1993 a 2000, 2002 a 2004, 2008) i el CN Granollers (2009, 2010).

## Els salts a Catalunya
Els salts foren introduïts a Catalunya pel mateix Bernat Picornell, que n'havia après la tècnica durant els seus anys de vida a Marsella. Fou el Club Natació Barcelona qui impulsà els primers concursos de salts. El 1910 el club instal·là el seu primer trampolí a la platja de Barcelona, reemplaçat el 1914 a causa d'un temporal, i el 1911 organitzà per primera vegada una prova de salts dins el Campionat d'Espanya de natació.
Foren campions d'Espanya Enric Galofré (1911, 1913), Camil Balat (1912, 1914, 1916), Enric Quintana (1915) i Antoni Vila-Coro (1917-21), tots en l'especialitat de palanca. Vila-Coro participà en els Jocs Olímpics d'Anvers de 1920 i Antoni Tort i Santiago Ulió als Jocs Olímpics de París 1924. El 1921 el saltador del Club Natació Atlètic Isidre Fernández fou el primer campió d'Espanya de trampolí. El 1923 el CN Barcelona construí una torre de salts a la seva piscina. Als anys vint destacà Estanislau Artal, campió d'Espanya de trampolí (1927-31) i de palanca (1930, 1931). La catalana Mercè Homdedeu guanyà les dues primeres edicions del Campionat d'Espanya de trampolí (1934, 1935).
Després de la Guerra Civil sobresortí Joan Ricart, campió d'Espanya de trampolí (1942, 1944, 1945, 1946, 1948) i de palanca (1942, 1944-48). Més tard sobresurt Jaume Muntán, campió d'Espanya de trampolí (1955-59) i de palanca (1955, 1957, 1958) i Isabel Piñón, campiona d'Espanya de trampolí (1961-64) i de palanca (1963, 1964, 1966-70). Des de la dècada de 1960, l'hegemonia catalana en salts passa a segon pla per darrere de la madrilenya i canària. No és fins al final de la dècada dels noranta que apareix la figura de Carles Guinovart, que participà en el Campionat d'Europa de salts de 1997.

## Nedadors destacats
| Dècada de 1920 - Estanislau Artal - Ramon Artigas - Maria Aumacellas - Ricard Brull - Nan Chasemose - Joaquim Cuadrada - Josep Francensch - Lluís Gonçaga Balcells - Josep González - Josep Manifold - Lucrècia Muñoz - Juli Peradejordi - José Manuel Pinillo - Francesc Segalà - Maria Lluïsa Vigo Dècada de 1930 - Mary Bernet - Francesc Sabater - Ramon Sapés - Carme Soriano - Enriqueta Soriano Dècada de 1940 - Santiago Esteva Simeón - Isidoro Martínez-Vela - Robert Queralt - Helena Wust Dècada de 1950 - Maria Dolors Amat - Lídia Camprubí - Isabel Castañé - Ricardo Conde - Paquita Esteban - Mariuca Galindo - Enric Granados - Carme Santamaria - Anna Maria Santamaria - Trini Solà - Leopold Rodés - Montserrat Tresserras | Dècada de 1960 - Guillem Alsina - Maria Ballesté - Antoni Codina - Antoni Corell - Mari Pau Corominas - Josep Duran - Joan Fortuny - Maria Dolors Molas - Jaume Monzó - Joaquim Pujol - Miquel Torres Dècada de 1970 - Margalida Armengol - Pere Balcells - Josep Bas - Magda Camps - Aurora Chamorro - Jordi Comas - Antoni Culebras - Santiago Esteva i Escoda - Rosa Estiarte - Sílvia Fontana - Màrius Lloret - Montserrat Majó - Natàlia Mas - Maria Neus Panadell - Josep Pujol Dècada de 1980 - Ramon Camallonga - Jordi Cervera - Laura Flaqué - Sergi López - Xavier Miralpeix - Daniel Serra - Imma Tarragó - Xavier Torrallardona | Dècada de 1990 - Lourdes Becerra - Marc Capdevila - Núria Castelló - Adolf Coll - Itziar Esparza - Joaquim Fernàndez - Claudia Franco - Ivette Maria - Sílvia Parera - Elisenda Pérez - Cristina Rey - Sergi Roure - Carles Ventosa Dècada de 2000 - Maria Àngels Bardina - Melissa Caballero - Brenton Cabello - Natàlia Cabrerizo Beltrán - Jordi Carrasco - Teo Edo - Mireia Garcia - Sergi Garcia - Francisco José Hervás - Eduard Lorente - David Meca - Daniel Morales - Xavier Núñez - Sara Pérez - Laura Roca - Tatiana Rouba - Erika Villaécija - Aschwin Wildeboer - Olaf Wildeboer Dècada de 2010 - Antonio Arroyo - Mireia Belmonte - Clàudia Dasca - Marina Garcia - Judith Ignacio - Juan Miguel Rando - Jessica Vall - Àfrica Zamorano |

## Jugadors de waterpolo destacats
| Dècada de 1920 - Josep Fontanet - Francesc de Sales Gibert - Lluís Gibert - Enric Granados - Josep Maria Puig Dècada de 1930 - Jaume Cruells - Àngel Sabata Dècada de 1940 - Francesc Castillo - Agustí Mestres Dècada de 1950 - Joan Serra Dècada de 1960 - Lluís Bestit - Manuel Ibern | Dècada de 1970 - Toni Esteller - Salvador Franch - Joan Jané - Josep Padrós - Joan Rubio - Gaspar Ventura Dècada de 1980 - Antoni Aguilar - Jordi Carmona - Manel Estiarte - Jordi Neira - Pere Robert Dècada de 1990 - Daniel Ballart - Marc Antoni González - Jordi Payà - Sergi Pedrerol - Jordi Sans | Dècada de 2000 - Xavier Garcia - Gabi Hernández - David Martin - Gustavo Marcos - Jénnifer Pareja - Xavier Vallès Dècada de 2010 - Iñaki Aguilar - Marta Bach - Albert Español - Anni Espar - Laura Ester - Daniel López - Blai Mallarach - Marc Minguell - Ona Meseguer - Matilde Ortiz - Roser Tarragó |

## Nedadores sincronitzades destacades
| Dècada de 1950 - Maria Dolors Amat Dècada de 1960 - Lolita Arias - Maria Rosa Julià - Núria Llacuna Dècada de 1970 - Maria José Bilbao - Antònia Cañellas - Núria Lomas | Dècada de 1980 - Mònica Antich - Margarita Puig - Anna Tarrés - Montserrat Vilarroig Dècada de 1990 - Marta Amorós - Núria Ayala - Eva López | Dècada de 2000 - Andrea Fuentes - Tina Fuentes - Gemma Mengual - Gisela Morón - Irina Rodríguez Dècada de 2010 - Clara Basiana - Ona Carbonell - Paula Klamburg - Irene Montrucchio - Laia Pons |

## Saltadors destacats
| Dècada de 1910 - Camil Balat - Enric Galofré - Enric Quintana - Antoni Vila-Coro Dècada de 1920 - Estanislau Artal - Josep Bonnemain - Isidre Fernández - Joan Ibáñez - José Pitarch - Antoni Tort - Santiago Ulió Dècada de 1930 - Mercè Homdedeu | Dècada de 1940 - Amparo Badosa - Joaquim Cruells - Alfons Enciso - Joaquím Francès - Domingo Guillén - Frederic Martín - Joan Ricart - Xavier Rotllant Dècada de 1950 - Paquita Clos - Margarita Dittman - Montserrat Mechó - Renata Muller - Jaume Muntán | Dècada de 1960 - Xavier Oliver - Margarita Meya - Isabel Piñón - Pere Pradas - Jaume Torralba Dècada de 1970 - Javier Ibáñez Dècada de 1980 - Cristina Olivé Dècada de 1990 - Carles Guinovart Dècada de 2000 - Anna Pujol - Gonzalo Sellés |